# لوبش پسپیشیل
لوبُش پُسپیشیل (چکی: Luboš Pospíšil؛ زادهٔ ۶ سپتامبر ۱۹۵۰) خواننده و ترانه‌سرای سبک راک و اهل کشور جمهوری چک است. وی از سال ۱۹۷۰ میلادی تاکنون مشغول فعالیت بوده‌است.